# ケドリック・ストックマン・ジュニア
ケドリック・ストックマン・ジュニア（Kedrick Stockman Jr、2000年7月5日 - ）は、日本のバスケットボール選手である。身長183cm、体重80kgで、ポジションはポイントガード。B3リーグ・東京ユナイテッドバスケットボールクラブ所属。登録名は「ストックマンJr.ケドリック」。

## 来歴
小学校はSullivans Elementary School,中学校はYokosuka Middle School, 高校はNile C. Kinnick High Schoolに進学した。
高校卒業後、Scotland Prep Schoolに進学し、バスケットボールチームのGlobal Squad Boys - Alexander Basketball Academy、Tokyo Samurai AAUに所属。
2020年8月に練習生として横浜ビー・コルセアーズに加入した。9月には練習生から特別指定選手への契約変更が発表され、2021年1月には、特別指定選手としての活動終了と2020-21シーズンの選手登録が発表された。
2020-21シーズンは、シーズン開幕当初はチームの主力選手の怪我による離脱の影響もあって特別指定契約ながら多くの出場時間を得たが、離脱選手の復帰、同一ポジションの特別指定選手との併用に伴い、出場時間を大きく減らした。シーズン最終盤はチームとの連携向上や主力選手の怪我による離脱などで再び出場時間を伸ばした。シーズンを通しては41試合に出場、１試合平均で10.2分出場 2.6得点 1.5アシスト を記録した。シーズン終了後の2021年5月19日に契約満了による退団が発表された
2021-22シーズン開幕前日の10月1日に大阪エヴェッサに特別指定選手としての入団が発表された。
2021年12月、ファイティングイーグルス名古屋と特別指定選手契約を結んだ。
2023年9月26日、湘南ユナイテッドBCと選手契約を結んだが、シーズン途中の2024年1月15日に香川ファイブアローズへ移籍した。
その後、2023-24シーズン終了後の2024年6月12日に徳島ガンバロウズへ移籍した。
2025年6月5日に東京ユナイテッドバスケットボールクラブに移籍した。

## 人物

### バスケットボールプレイヤーとしての特徴
- 自己評価では自分の武器は、プレーのスピードであり、チームメイトに対して絶対に悪態をつかないことをモットーとしている。これから伸ばしていきたい今の自分の課題はプレー中の判断力[12]。

### その他
- 家族構成は、両親と姉[12]
- プロ選手になるために自分が意識したこと・努力したことは毎日たくさん練習をして、特にシュートに磨きをかけたこと[12]。
- 試合前にすることはおにぎりを食べる、試合後は入念にストレッチをする[12]
- 一緒にプレーしたい選手はマイケル・ジョーダン、実際に対戦してすごいと感じた選手は森川正明[12]
- 愛用のバッシュメーカーはadidas[12]
- 座右の銘は「Always work hard」[12]
- 好きな芸能人はコービー・ブライアント、好きな音楽・アーティストはen:Polo G[12]
- 好きな本、漫画はハリー・ポッターシリーズ、ハンターハンター、ONE PIECE[12]
- 好きな食べ物はラーメン、苦手な食べ物はマッシュルーム。[12]
- 恋人に作ってもらいたい料理はパスタ[12]
- 自分の性格を一言で言うと、天然でのんびり屋。[12]
- 得意料理はパンケーキ[12]
- 書いたいペットは犬[12]
- 勝負飯はピーナッツバタージャムサンド[12]
- 癖は右手で髪の毛を触ること[12]
- 横浜ビー・コルセアーズの選手紹介

2020-21 ｢コートでくらわすエキセントリック！威風堂々ヨコハマ・ヨコスカ｣

## 個人成績
| シーズン        | チーム                 | GP | GS | MPG  | FG%  | 3P%  | FT%  | RPG | APG | SPG | BPG | TO  | PPG |
| --------------- | ---------------------- | -- | -- | ---- | ---- | ---- | ---- | --- | --- | --- | --- | --- | --- |
| Bリーグ 2020-21 | 横浜ビー・コルセアーズ | 41 | 1  | 10.2 | .364 | .233 | .571 | 1.0 | 1.5 | 0.4 | 0.1 | 1.3 | 2.6 |

## ギャラリー

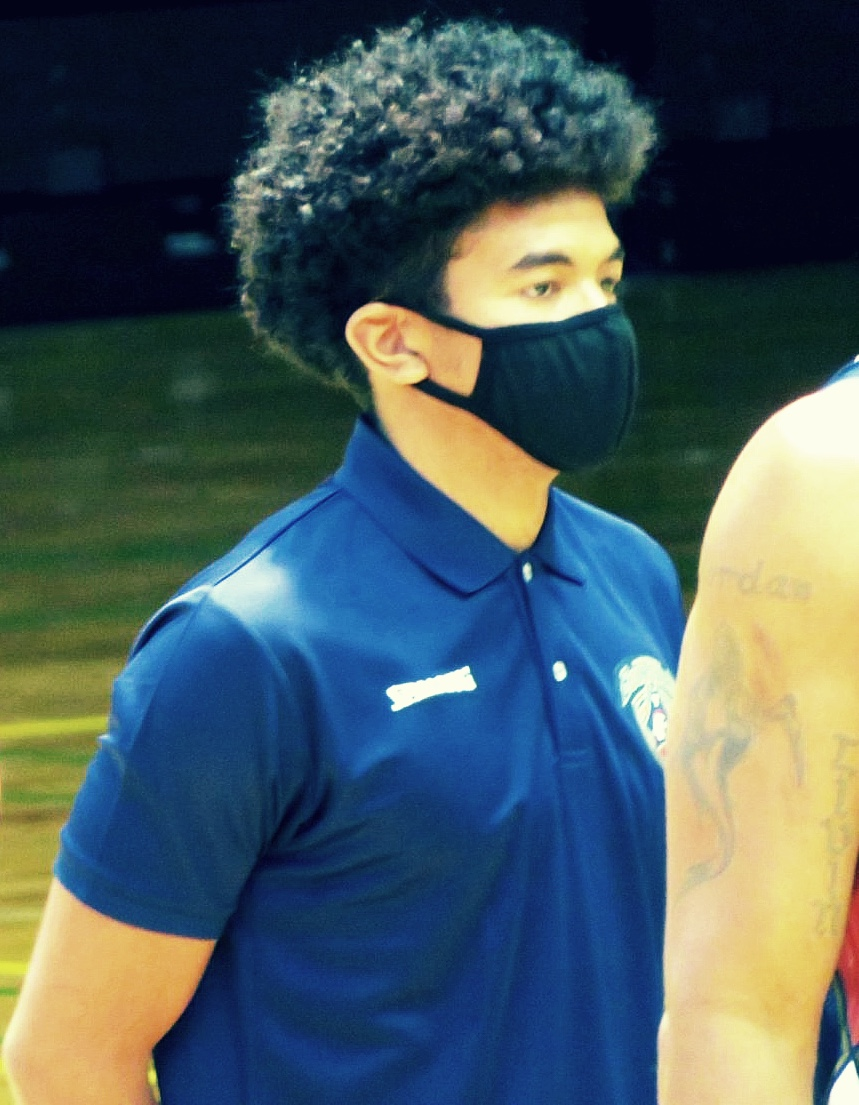
2020年9月25日撮影